# Dardo Urchevik
Dardo Norberto Urchevik fue un futbolista que se desarrolló en la posición de defensa central.

## Carrera
Debutó en Argentinos Juniors en 1968 y jugó hasta 1976. En 1974 fichó por River Plate prometía hacer una buena dupla con Hugo Pena con el que ya había compartido la zaga central en los bichitos , se fracturó en su debut en un partido amistoso en Paraguay lo que provocó que sólo pueda jugar 3 partidos oficiales en River en el año que es tuvo en el club , volvió al año siguiente a Argentinos.
De nuevo en el club de la Paternal pudo llegar a los 200 partidos el 6 de julio de 1975 en la derrota 1-2 con San Lorenzo en el Viejo Gasómetro de Avenida La Plata. Totalizó 242 partidos.
1976 llegó al Cúcuta Deportivo. A mediados de 1977 fue traspasado a Atlético Nacional que era dirigido por Osvaldo Zubeldía, allí apenas disputó 13 partidos. Con Atlético Tucumán estuvo en el Campeonato Nacional de 1979 y jugó en 26 oportunidades y un gol.
El 25 de julio de 1979, fue el capitán de un combinado de la Liga de Tucumán que se enfrentó a la selección sub-20 Argentina que integraba Diego Maradona, el partido terminó 2-1 en favor de la selección de Tucumán.
Luego de su paso por el elenco tucumano, en 1980 fue traspasado a Tigre donde no jugó partido alguno fue prestado a
Club Atlético San Lorenzo (Mar del Plata), donde disputó un total de 11 partidos y un gol en 1981, lugo volvió a Tigre para retirarse del fútbol en 1982.

## Clubes
| Club                                      | País      | Año       |
| ----------------------------------------- | --------- | --------- |
| Argentinos Juniors                        | Argentina | 1968-1974 |
| River Plate                               | Argentina | 1974      |
| Argentinos Juniors                        | Argentina | 1975-1976 |
| Cúcuta Deportivo                          | Colombia  | 1976      |
| Atlético Nacional                         | Colombia  | 1977-1978 |
| Atlético Tucumán                          | Argentina | 1978-1979 |
| Tigre                                     | Argentina | 1980-1981 |
| Club Atlético San Lorenzo (Mar del Plata) | Argentina | 1981-1981 |
| Tigre                                     | Argentina | 1982      |